# یی (دایناسور)
یی (به انگلیسی: Yi) (به چینی: 翼) (تلفظ ماندارین: [î tɕʰǐ]) نام یک سرده از تیره کوه‌پیمابالان است. این دایناسور کوچک، احتمالاً درخت پیما بود. یی مانند سایر کوه پیمابالان، دارای انگشت سوم غیرمعمول و کشیده‌ای بود که به نظر می‌رسد در پرواز و سر خوردن از آن استفاده می‌کرده‌است. این بال‌های تکامل یافته استخوان مچ دست و غشای مستقر در بین انگشتان دارند که در بین همه دایناسورهای شناخته شده منحصر به فرد است، و ممکن است منجر به بال‌هایی شبیه به بال خفاش‌ها شود. گونه خاص این جانور Yi qi نام دارد.

## ویژگی‌ها

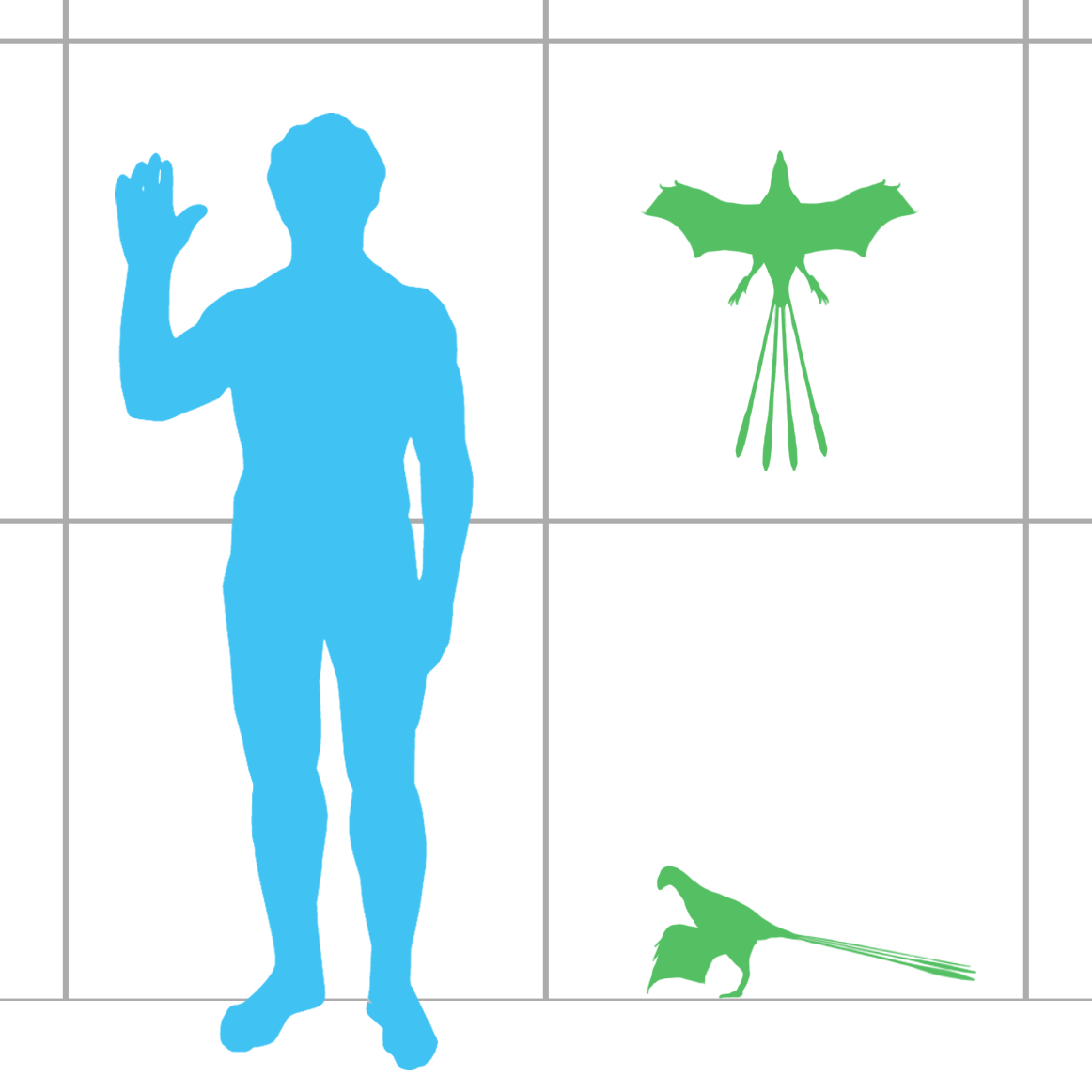
مقایسه با انسان

یی یک دایناسور کوچک بود و تخمین زده می‌شود تنها حدود ۳۸۰ گرم (۰٫۸۴ پوند) وزن و بین پنجاه سانتی‌متر الی یک متر طول داشته‌است
مانند سایر کوه پیمابالان، سر کوتاه و صافی داشت. وی یک فک پایین رو به پایین داشت. معدود دندانهای آن فقط در نوک فک‌ها وجود داشت و برای شکار حشرات ساخته شده بود. چهار دندان جلویی فک بالایی در هر طرف بزرگترین دندان‌ها و کمی رو به جلو بود و دندان‌های فک پایینی حتی بیشتر به جلو زاویه دار هستند. ساق باریک و بلند وی به‌طور کلی با بسیاری از پیرا پرندگان دیگر شبیه بود.
تکه‌های کوچکی از پوست چروکیده بال نیز حفظ شده، بین انگشتان دست و استخوان مخصوصی که به خفاش شبیه بود، نشان می‌دهد که برخلاف سایر دایناسورهای شناخته شده ،یی به جای پرهای رایج بین دایناسورها یک غشای پوستی بین بال‌ها داشت. این امر به مثالی از تکامل همگرا، ظاهری شبیه به خفاش‌های مدرن داده. با این حال، در خفاش‌ها، این غشاء فقط بین انگشتان کشیده می‌شود نه کل دست ها! با این وجود، این استخوان‌های تخم مرغی در بال بعضی از حیوانات کوهنورد مدرن مانند سنجاب‌های پرنده، باد پر بزرگ، و جوندگان پیش از تاریخ وجود دارد.

## کشف و نامگذاری
اولین و تنها نمونه فسیل شناخته شده یی توسط یک کشاورز به نام وانگ ژیارونگ در یک معدن در نزدیکی روستای موتودنگ یافت شد. وانگ این فسیل را در سال ۲۰۰۷ به موزه طبیعت شاندونگ تیانویو فروخت. پس از این دینگ شیائوکینگ، یک تکنسین در موزه، آماده‌سازی بیشتر این فسیل را آغاز کرد. که بسیاری از ویژگی‌های منحصر به فرد و بافت‌های نرم نمونه توسط کارکنان موزه در زمان آماده‌سازی کشف شده‌است. دانشمندانی که آن را مورد مطالعه قرار داده‌اند اطمینان داشته‌اند که نمونه معتبر و غیرقابل تغییر است. این توسط سی تی اسکن تأیید شد. مطالعه اولیه یی در مجله Nature چاپ رسید.

## طبقه‌بندی
یی در خانواده کوهپیمابالان (یک گروه از دستقاپان تروپود) قرار داده شد، 

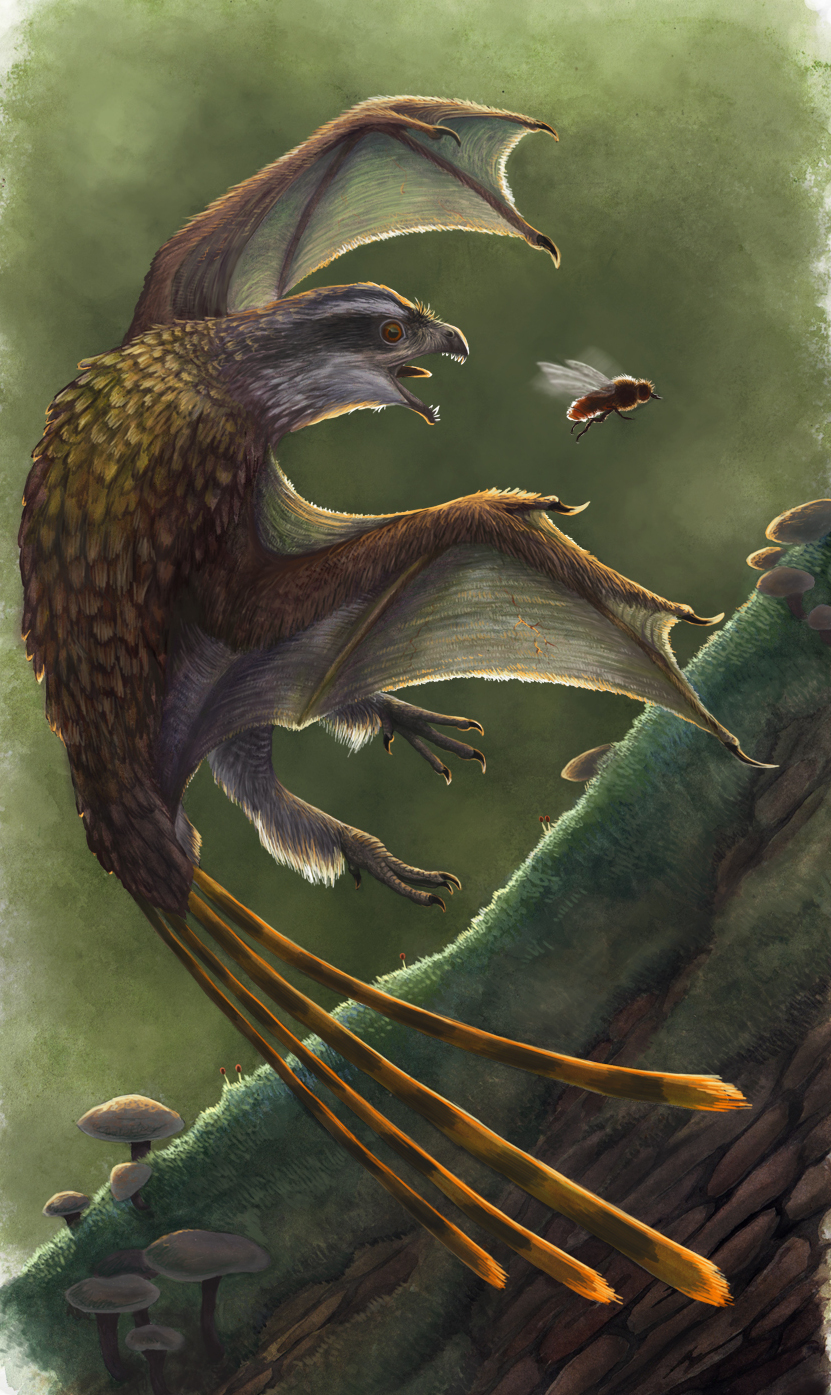
احیای زندگی توسط امیلی ویلوبی